# Harsberg
Harsberg is een plaats in de Duitse gemeente Pfedelbach, deelstaat Baden-Württemberg, en telt 672 inwoners (2005).